# Кокрять
Кокрять (чув. Какăрать)— село в Старомайнском районе Ульяновской области. Входит в состав Матвеевского сельского поселения.

## География
Село расположено на правом берегу реки Утки в 36 км от райцентра Старая Майна и в 91 км от областного центра — города Ульяновск.

## История
В древности, во времена Волжско-Камской Булгарии, восточнее нынешнего села, на клиновидном мысу было крупное, хорошо укреплённое городище — Кокрятское городище IX-XIII вв. (древнее название — Тухчин), которое при татаро-монгольском нашествии в 1236 году было разорено и разрушено.
Село Кокрять основано в 1669 году мордвином Ментюшкой Шапуниным (чув.имя Менти, Менче, Ментӳç, Ментӳш, Ментюш) из деревни Акузово Нижегородского уезда, с которым пришло ещё 3 мордвина и 2 бобыля из Казанского уезда и назвали её Уткой.
В 1698—99 годах по указу Петра I мордовские поселенцы — 47 дворов были выдворены отсюда в верховье реки Урень, а их земли были отданы Казанским иноземцам — польским шляхтичам: ротмистру Семёну Игнатьевичу Бухановскому, хорунжиму Михаилу Тимофеевичу Косовскому и 29 рядовым щляхтичям. Вскоре деревню Утку стали называть Утка-Кокрячь (чув.Какăра кăвакал), которое позднее сократили до Кокрять.
В 1776 году в деревне построили деревянную церковь с престолом во имя святых бессребреников Космы и Дамиана Асийских и село стало называться ещё и Космодемьянское.
В 1814 году на средства Михаила Михайловича Наумова в селе была построена новая церковь, в честь победы России над французами в Отечественной войне 1812 года . 
В 1859 году село Козмодемьянское (Кокрять, Кокрятское Городище) в составе 1-го стана Спасского уезда Казанской губернии.
В апреле 1861 года кокрятинцы приняли участие в Бездненские восстании крестьян, где при расправе над восставшими двое крестьян из села Кокрять были убиты.
В 1861 году село стало относиться к Жедяевской волости Спасского уезда Казанской губернии.
В 1883 году помещица Надежда Михайловна Наумова построила в селе земскую школу. Кроме этого, с 1883 по 1885 годах была церковно-приходская школа.
В 1889 году церковь была обновлена и расширена — в трапезной устроены ещё два престола. В левом, тёплом приделе — во имя Святой Великомученицы Екатерины, а в правом, тоже тёплом — в честь Вознесения Господня.
В 1899 году в селе построили новую, крытую железом, деревянную, на каменном фундаменте школу. 
В 1914 году началась Первая мировая война, с которой не вернулись жители села .
После Октябрьской революции, в 1918 году, в селе был создан сельский Совет. 
В 1920 году Кокрять стало относиться к Матвеевской волости Мелекесского уезда Самарской губернии.  
В 1928 году — в Старомайнском районе Средне-Волжской области.  
В 1931 году — в составе Кокрятского с/с Чердаклинского района Средневолжского края. 
В 1930-х годах был создан колхоз «Искра» и закрыта церковь, а служители религиозного культа подверглись репрессиям. 
В 1935 году было распахано уникальное древнее городище Волжско-Камской Булгарии — Кокрятское городище IX-XIII вв. 
В 1941 году началась Великая Отечественная война — в село не вернулось 68 кокрятинцев. 
С 1943 года — в составе Старомайнского района Ульяновской области.
В октябре 1946 года вновь открылась церковь. 
В 1953 году был упразднён сельский Совет и село стало относиться к Жедяевскому сельсовету, а с 1958 года — к Матвеевскому. 
В 1954 году в селе, под горой, открыли кирпичный заводик, ликвидирован в 1970-х годах.
В 1955 году в Кокрять были доприселены часть жителей затопленного посёлка Валдай .
В 1958 году были объединены колхозы Матвеевки и Шмелёвки, Айбаш и Кокряти в один — «Память Ильича» с центральной усадьбой в селе Матвеевка. 
С 1963 года этот колхоз стал носить название имени Крупской.  
С 2005 года — в составе Матвеевского сельского поселения (Ульяновская область). 

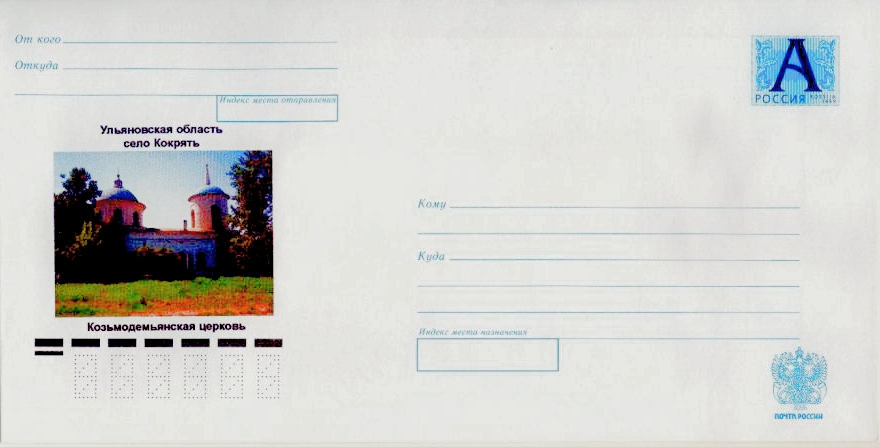
ХМК РФ 2007. Ульяновская область с. Кокрять. Козьмодемьянская церковь.

В 2007 году Почта России выпустила художественный маркированный конверт «Ульяновская область с. Кокрять. Козьмодемьянская церковь». 
В 2018 году начались восстановительные работы Космодемьянского храма. 
В 2019 году село отметило свой юбилейный, 350-й день рождения и 205-летие храма Космы и Дамиана. Этим событиям был посвящён первый православный межрайонный епархиальный Космодемьянский фестиваль народного творчества, который собрал несколько сотен участников из разных уголков Старомайнского района и Ульяновской области. 

## Население
| Год  | Число дворов | Число жителей | Примечания                                                                                       |
| ---- | ------------ | ------------- | ------------------------------------------------------------------------------------------------ |
| 1771 | —            | 220           | Владение Степаниды Петровны Микулиной (23 душ) и Льва Ивановича Молоствова (197 ревизских душ)   |
| 1816 | —            | 719           | Владение Михаила Михайловича Наумова                                                             |
| 1859 | 110          | 1134          |                                                                                                  |
| 1907 |              | 1457          |                                                                                                  |
| 1908 | 348          | 1374          | Имеется 5 лавок, 6 ветряных мельниц. Винокуренный завод Наймушина. Лесопилка и паровая мельница. |
| 1929 | 315          | 1366          |                                                                                                  |
| 1930 | 307          | 1367          | Кокрятский с/с: д. Айбаши, с. Кокрять, Лесзавод, пос. Лука, пос. Новый Мир, два Лесных кордона.  |
| 1959 | —            | 504           |                                                                                                  |
| 1979 | —            | 193           |                                                                                                  |
| 1999 | 46           | 74            |                                                                                                  |

| 2010 |
| ---- |
| 54   |

## Известные уроженцы
- Горин Алексей Васильевич — спортсмен, чемпион СССР (1970, 1971) по хоккею с мячом, родился в селе[25].

## Достопримечательности
- В восточной части села находятся остатки Кокрятского Городища[4];
- Храм Космы и Дамиана [26][27][28][29][30][31][32][33][34]; Культурное наследие России / Ульяновская область / Старомайнский район
- В селе находятся 6 объектов археологического наследия[35];

## Инфраструктура
Сельское хозяйство.

## Транспорт
Просёлочные дороги, выезд на автодорогу местного значения 73К-1428.

## Галерея

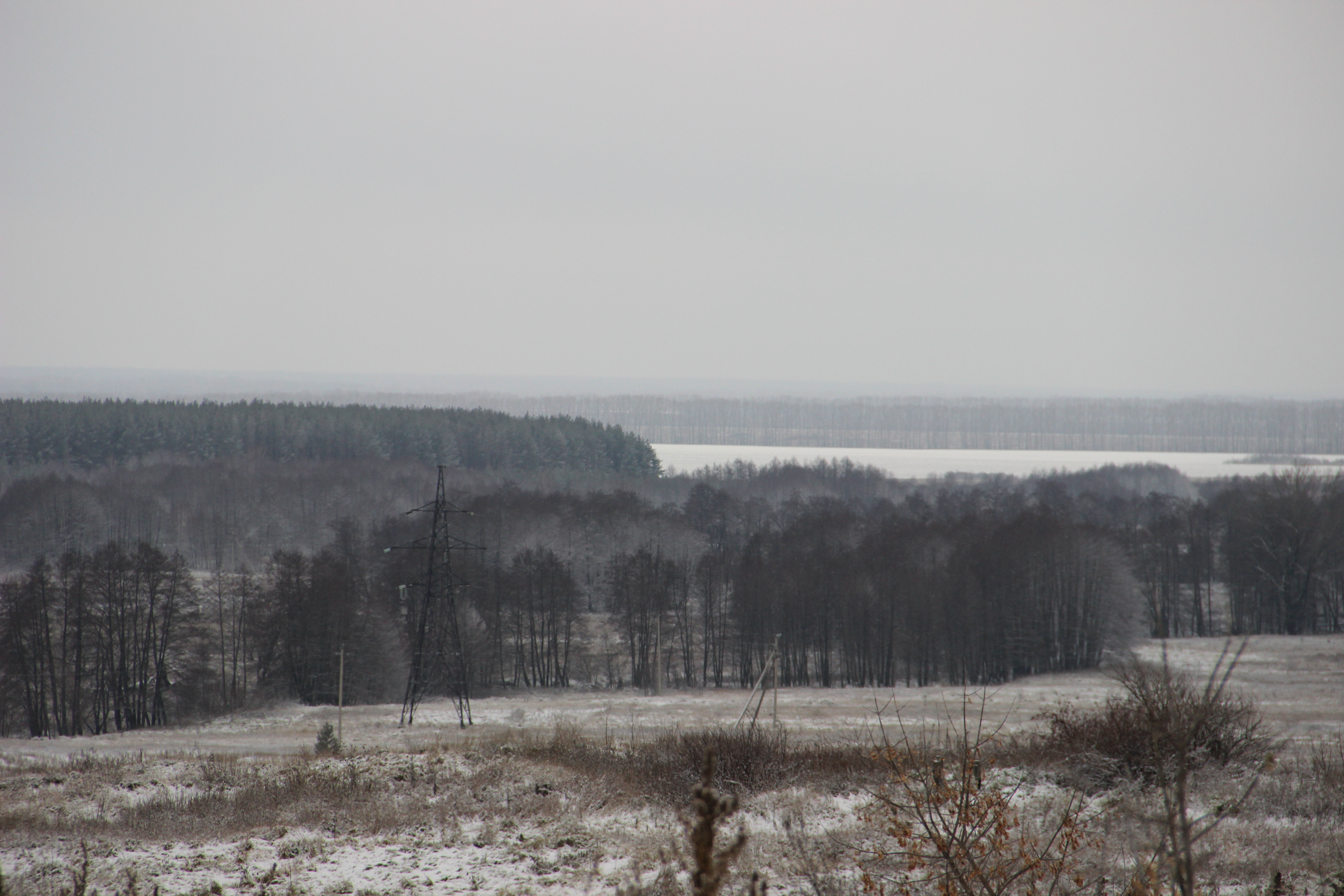
Вид на Волгу с Кокрятской горы.
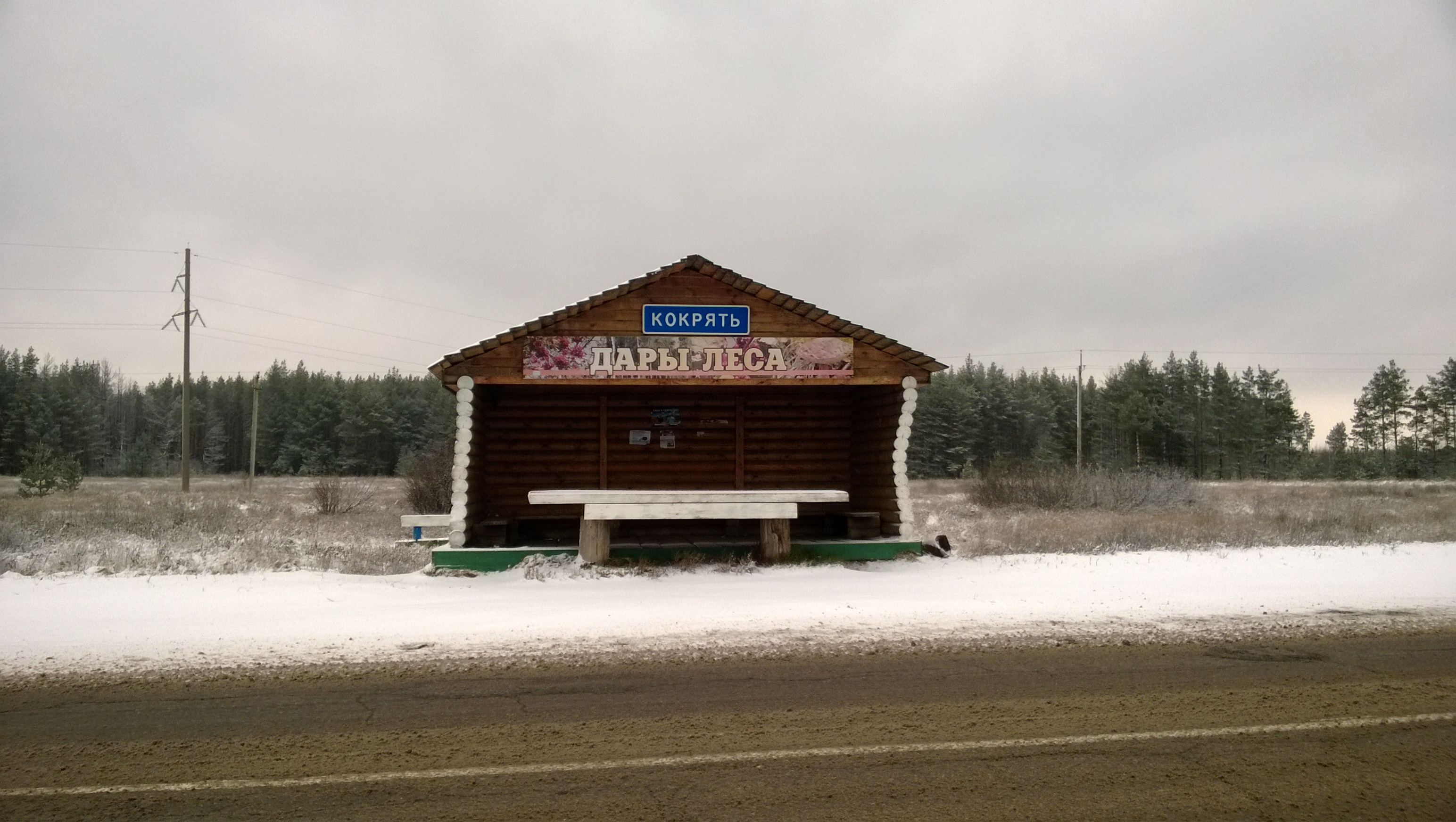
Остановка «Кокрять».
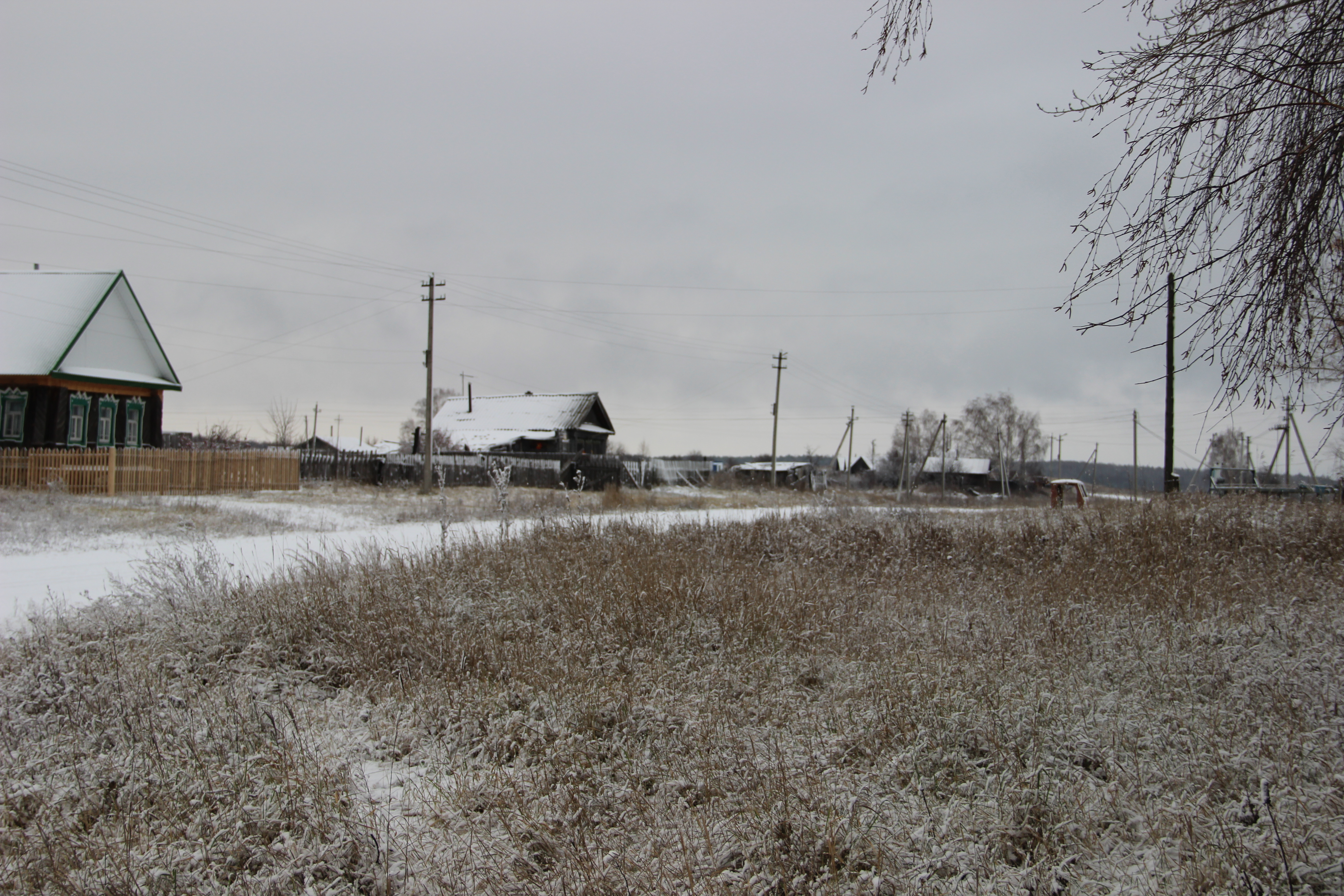
Центральная улица. Село Кокрять.
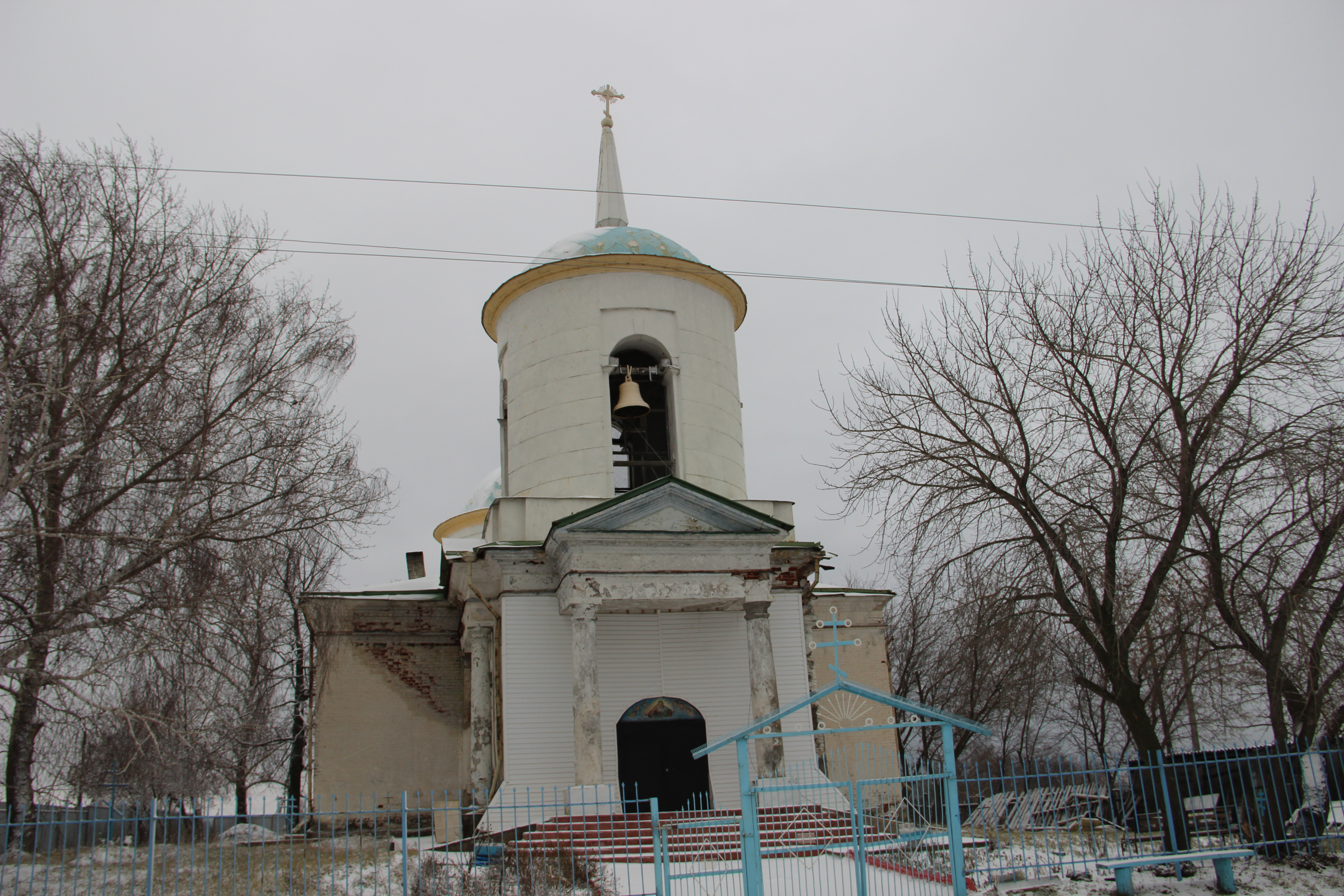
Колокольня храма в честь святых бессребреников и чудотворцев Космы и Дамиана. Село Кокрять.
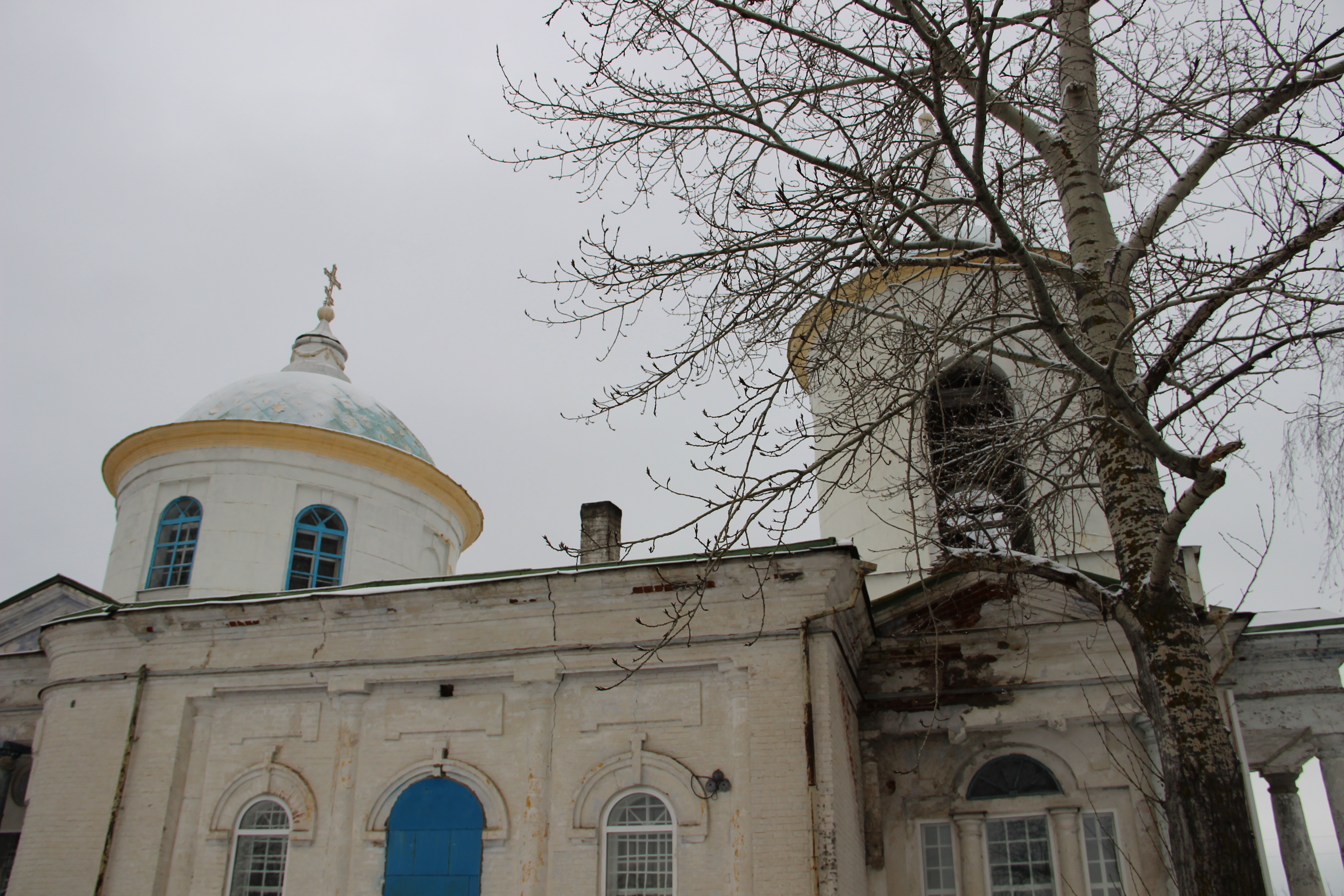
Храм в честь святых бессребреников и чудотворцев Космы и Дамиана. Село Кокрять.
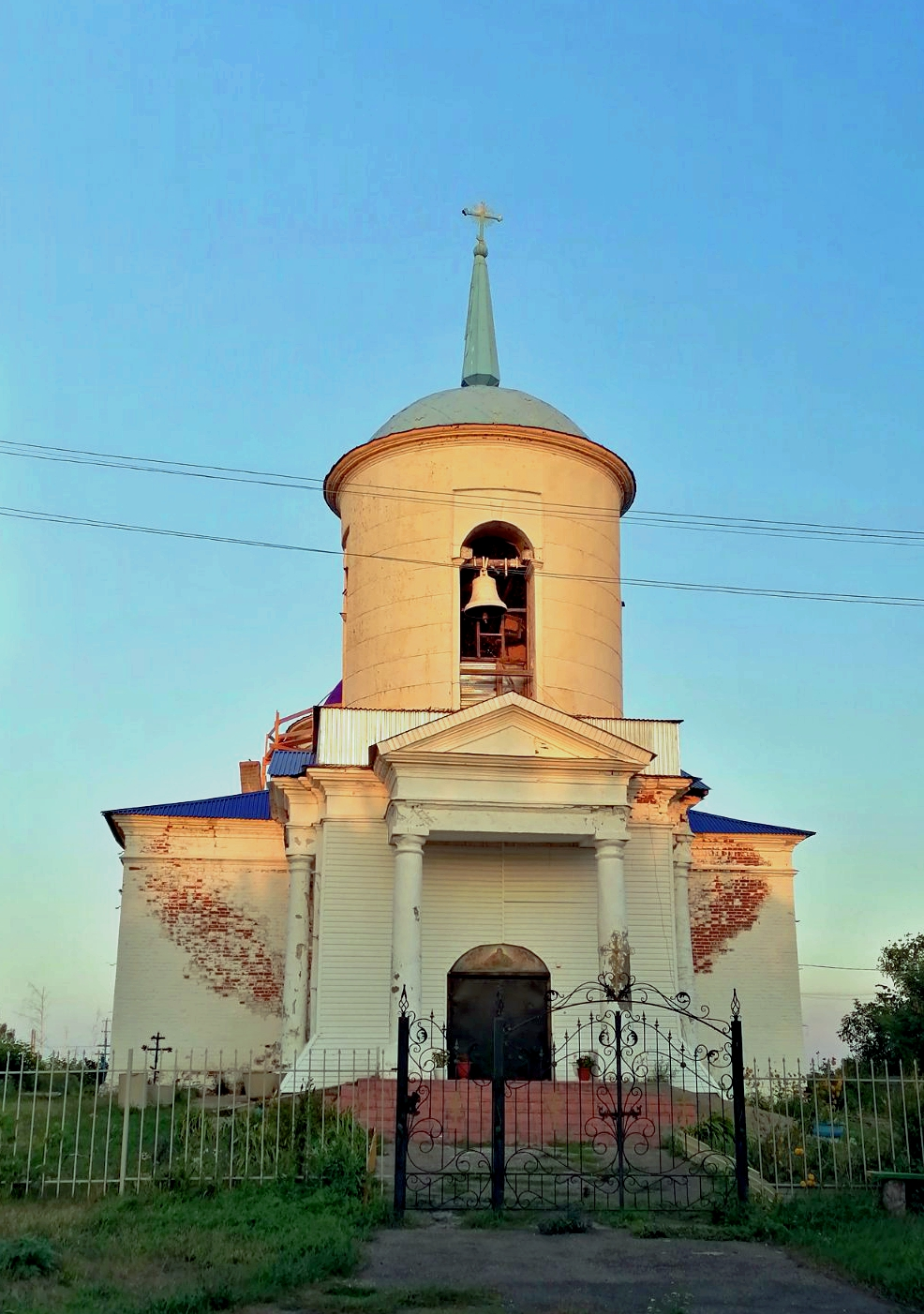
Церковь Святых бессребреников Космы и Дамиана Ассийских.
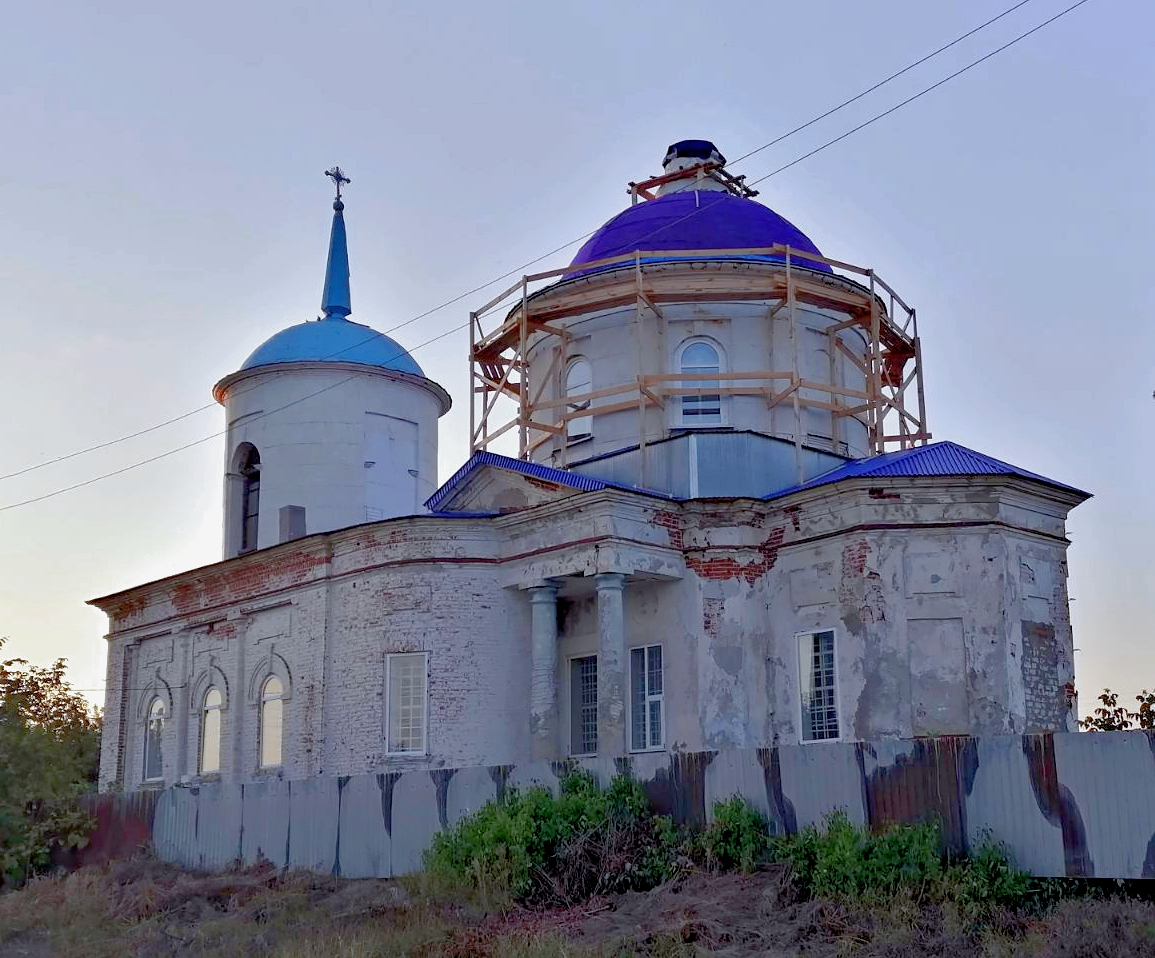
Храм Космы и Дамиана (2023).
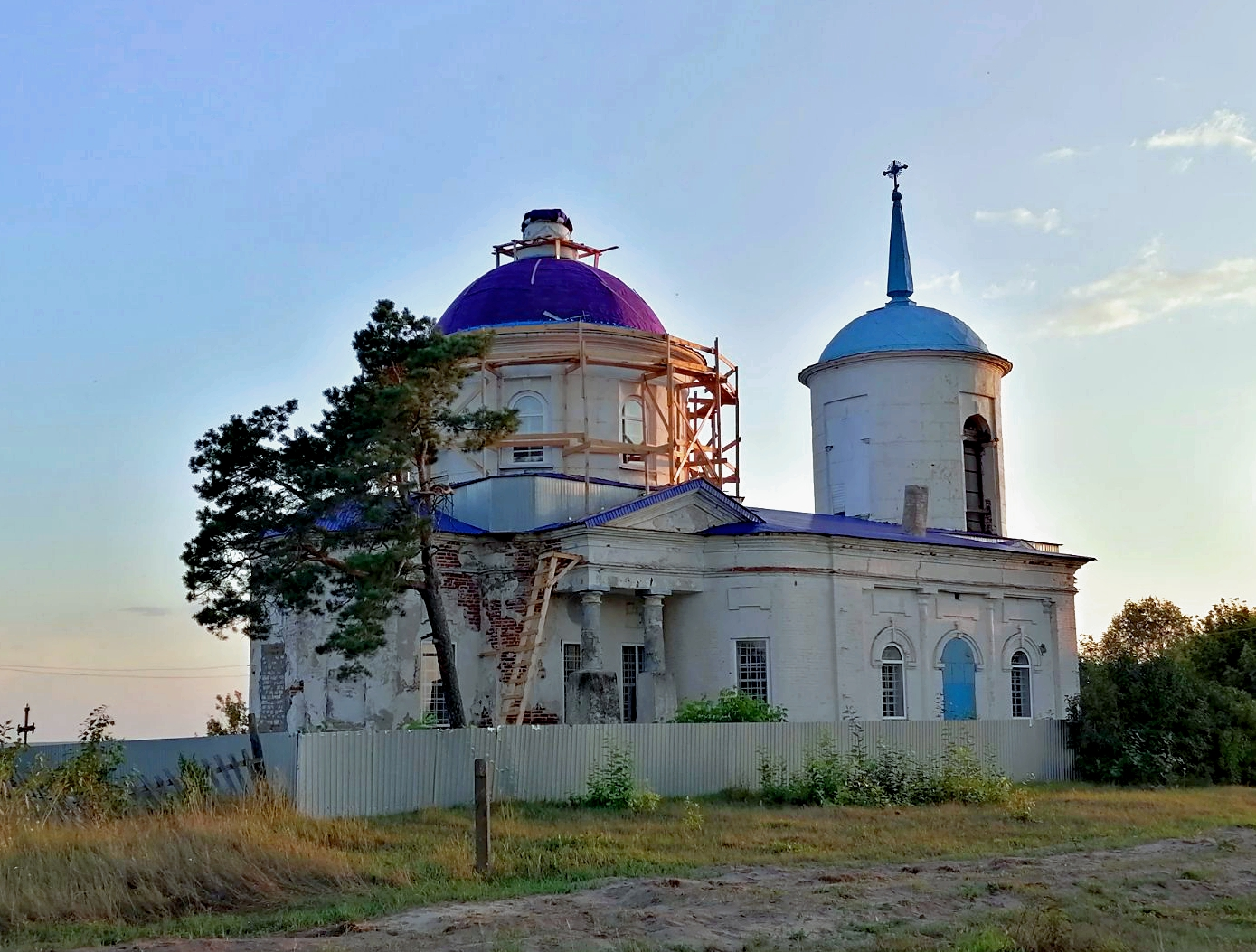
Храм Космы и Дамиана (2023).
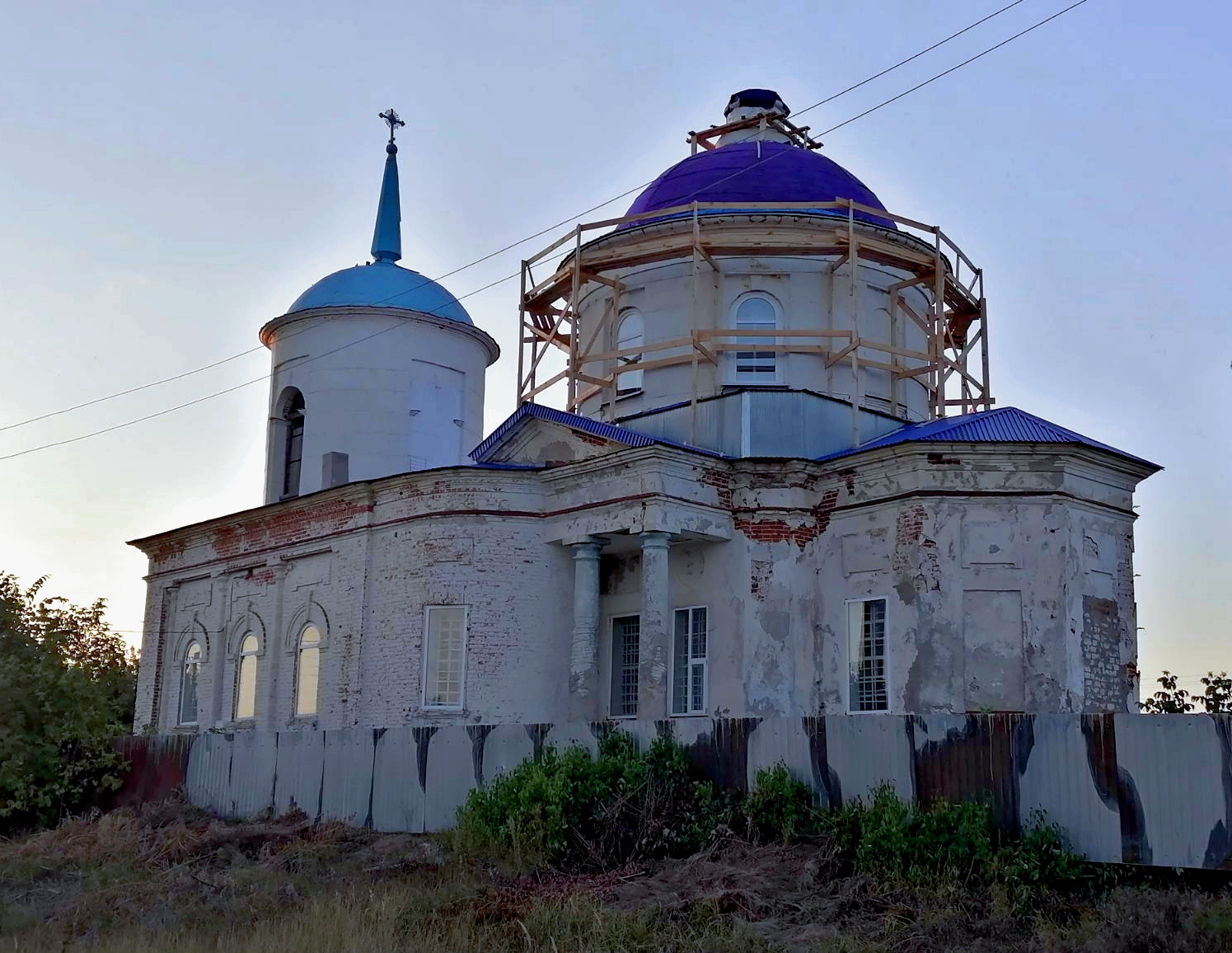
Храм Космы и Дамиана (2023).
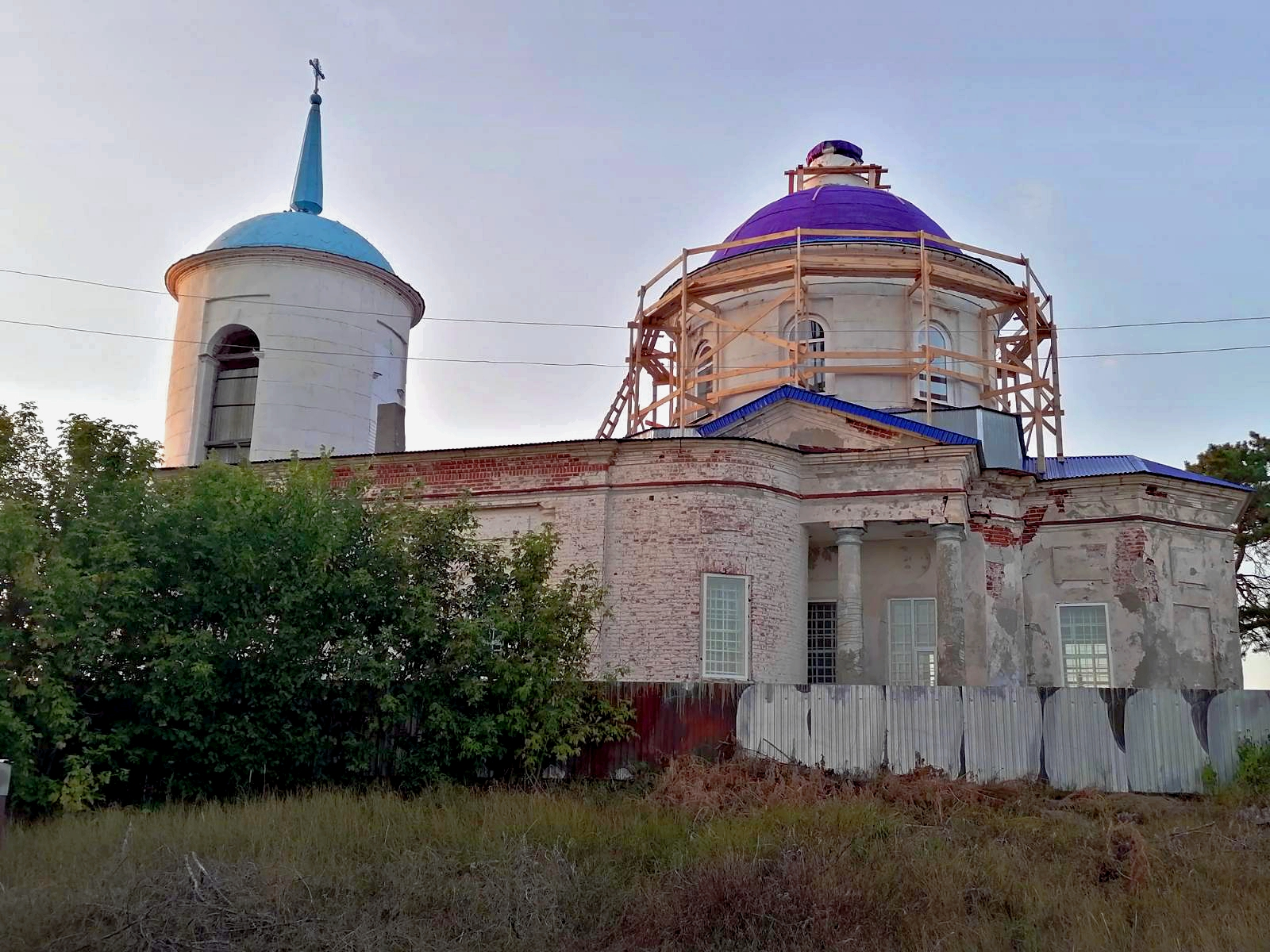
Храм Космы и Дамиана (2023).
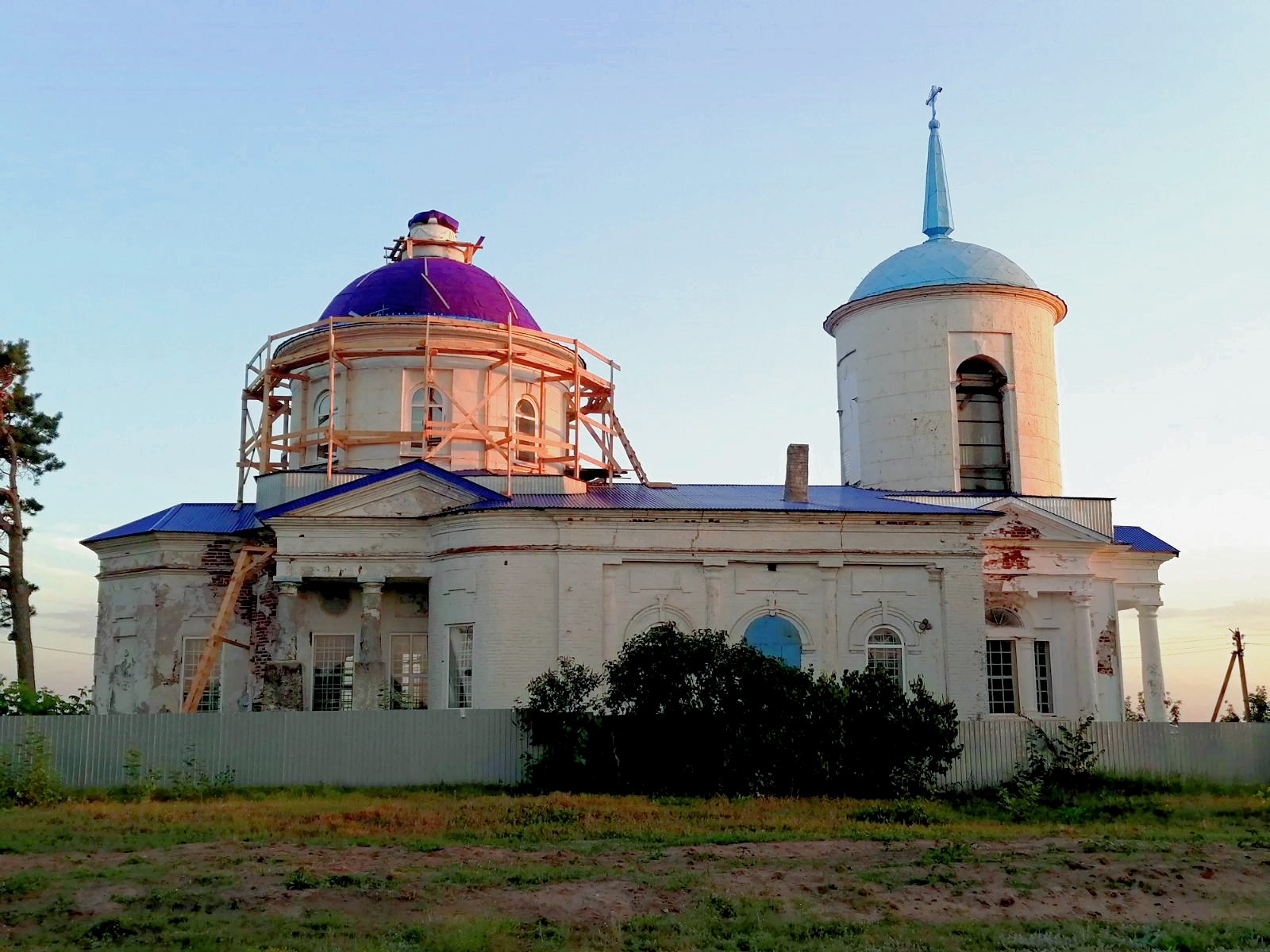